# Gaymer (cardinal, 1130)
Gaymer (né en Bourgogne, et mort avant 1134) est un cardinal français du XIIe siècle.

## Biographie
Le pape Innocent II le crée cardinal lors d'un consistoire de 1130.